# فوسومبرونه
فوسومبرونه (به ایتالیایی: Fossombrone) یک شهر و کومونه در استان پزارو و اوربینو در ناحیهٔ مارکه ایتالیا است. جمعیت آن در سال ۲۰۰۹، ۹٬۸۳۵ نفر بوده است.